# Hex Girls
Le Hex Girls sono un gruppo musicale fittizio nato nel franchise di Scooby-Doo appartenente alla Warner Bros. Animation. Appaiono per la prima volta nel film Scooby-Doo e il fantasma della strega dove le loro origini vengono attribuite al sobborgo cittadino immaginario di Oakhaven, Salem, Massachusetts, USA. La band è composta da Sally "Thorn" McKnight (voce, chitarra elettrica), Luna (tastiera, bassista e cori) e Dusk (batteria e cori). Sono rispettivamente doppiate nella versione originale da Jennifer Hale, Kimberly Brooks e Jane Wiedlin; quest'ultima fa parte del gruppo musicale The Go-Go's.

## Apparizioni

### Film
La loro prima apparizione nel 1999, nel film animato per VHS e DVD Scooby-Doo e il fantasma della strega, le vede come principali indiziate della Scooby gang nel caso della strega che infesta Oakheaven. La gang le incontra durante le prove del loro concerto e inizia a pedinarle per poi scoprirne la loro innocenza. Nonostante ciò, con l'aiuto di Thorn, originaria della città, e della sua appartenenza alla religione Wicca, riescono a risolvere il mistero e a scoprire che il padre di lei è in realtà colpevole dell'accaduto. Nel film debuttano con le canzoni "Hex Girl" e "Earth, Wind, Fire and Air", entrambe tradotte nel doppiaggio italiano. Dal film viene tratto un album di canzoni tra cui cinque tracce addizionali delle Hex Girls, non presenti nel film.
Nel 2003, le Hex Girls appaiono nel film Scooby-Doo e la leggenda del vampiro come band di apertura del fittizio festival musicale della Roccia del Vampiro, nel mezzo dell'Outback australiano, infestato dallo Yowie Yahoo e degli spiriti vampiro di una band scomparsa. La band viene rapita dai vampiri e ricattata ma riesce a ritornare al festival, dopo la risoluzione del caso e, in tempo per esibirsi con la Scooby Gang.

### Serie TV
La band appare in un episodio della seconda stagione della serie Le nuove avventure di Scooby-Doo nel quale la location del loro ultimo video è infestata da un vampiro e crea tensioni tra Dusk e il resto della band, fino a quando la Mystery Inc. non risolve il caso.
Nella serie Scooby-Doo! Mystery Incorporated, la band appare in due episodi. Nella prima stagione, le Hex Girls sono in concerto e Velma riesce ad acquistare i biglietti in prima fila per il resto della Scooby Gang. Durante il concerto, le Hex Girls vengono attaccate da un fantasma che le minaccia di terminare il concerto. Per continuare con le investigazioni, la gang propone a Daphne di fare da controfigura a Thorn ma finisce per essere rapita. Per colpa della noncuranza di Fred, Daphne, dopo essersi liberata, si ribella nei confronti del ragazzo e si unisce temporaneamente come membro integrante delle Hex Girls sotto lo pseudonimo di "Crush". Insieme, cantano una canzone per poi riuscire a risolvere il mistero. Dopodiché, Fred si scusa con Daphne la quale ritorna alla Mystery Incorporated, abbandonando le Hex Girls. Nella seconda stagione, le Hex Girls aiuteranno Shaggy e Scooby-Doo a salvare la cittadina fittizia di Crystal Cove dall'incantesimo musicale di una band ska fantasma.
Nel 2020, in Scooby-Doo and Guess Who?, Daphne viene ingaggiata dalle Hex Girls per occuparsi del loro make-up durante il loro tour. In una delle tappe, Thorn e Luna vengono a contatto con una chitarra maledetta che le libera del loro spirito ribelle, ma la gang riesce a risolvere il caso.
Thorn appare con un ruolo secondario nella seconda stagione della serie animata per adulti Velma, nel 2024. In questa versione, Thorn appre più vecchia , si è ritirata dalla band, ed è la madre di un teenager non-binary di nome Amber oltre ad esserela proprietaria di un negozio di libri dell'occulto.

## Stile ed influenze
Il co-creatore delle Hex Girls, Rick Copp, ha rivelato di essersi ispirato al concetto di Josie and the Pussycats per la creazione della band. Le tre doppiatrici hanno rivelato di essere interessate a registrare per una potenziale serie spin-off, che per il momento non è ancora stata considerata dalla Warner Bros.

## Formazione

### Membri in attività
- Sally "Thorn" McKnight - voce e chitarra acustica
- Luna - tastiera, basso e cori
- Dusk - batteria e cori

### Ex componenti
- Daphne Anne "Crush" Blake - voce (in Scooby-Doo! Mystery Incorporated, 2010)
- Xander - voce (membro prima della formazione ufficiale della band, come spiegato in Scooby-Doo and Guess Who?, 2020)

## Discografia

### Partecipazioni in album di studio reali
- 1999 – Scooby-Doo! and the Witch's Ghost
- 2003 – Scooby-Doo! and the Legend of the Vampire

### Canzoni
- 1999 – Hex Girls[2][3][4]
- 1999 – Earth, Wind, Fire and Air[3][4][5]
- 1999 – The Witch's Ghost[4][6]
- 1999 – It's a Mystery[4][6]
- 1999 – Scooby Snacks[4][6]
- 1999 – Zoinks![4][6]
- 1999 - Those Meddlin' Kids[4][6]
- 2003 - Who Do Voodoo[7][8][9]
- 2003 - Petrified Bride[6][10]
- 2003 - What's New, Scooby-Doo?[6][10]
- 2010 - Trap of Love[11][12]
- 2013 - Good Bad Girls[6][13]
- 2020 - L'Amore ė una Maledizione (Love's Curse) [12][14]

## Filmografia
- Scooby-Doo e il fantasma della strega, 1999
- Scooby-Doo e la leggenda del vampiro, 2003
- Il ritorno del vampiro, episodio della serie Le nuove avventure di Scooby-Doo, 2003
- Concerto Spettrale e Ballo con gli zombie, episodi della serie Scooby-Doo! Mystery Incorporated, 2010 e 2013
- La chitarra maledetta, episodio della serie Scooby-Doo and Guess Who?, 2020
- Velma, Thorn è un personaggio secondario della seconda stagione, 2024

## Doppiaggio
| Nome personaggio | Doppiatore originale | Doppiatore italiano                                                                    |
| ---------------- | -------------------- | -------------------------------------------------------------------------------------- |
| Thorn            | Jennifer Hale        | Paola Della Pasqua Monica Ward Selvaggia Quattrini Barbara VillaGiulia Luzi Eva Padoan |
| Dusk             | Jane Wiedlin         | Claudia Scarpa Laura Amadei Giulia Tarquini                                            |
| Luna             | Kimberly Brooks      | Daniela DeboliniLetizia Ciampa Ludovica Bebi                                           |